# 650
650 (DCL) je bilo navadno leto, ki se je po julijanskem koledarju začelo na petek.

## Dogodki
- 1. januar

## Rojstva
- Dagobert II., merovinški  kralj Avstrazije († 679)
- Hildebert Posvojeni, kralj Avstrazije  († 662)
- Konstantin IV., cesar Bizantinskega cesarstva († 685)
- Kuber, bolgarski kan († po 705)

## Smrti
- Čandrakīrti, indijski budistični filozof (* okoli 600)